# Opseostlengis insignis
Opseostlengis insignis är en tvåvingeart som beskrevs av White 1914. Opseostlengis insignis ingår i släktet Opseostlengis och familjen rovflugor. Inga underarter finns listade i Catalogue of Life.